# Wybory parlamentarne w Chorwacji w 2011 roku

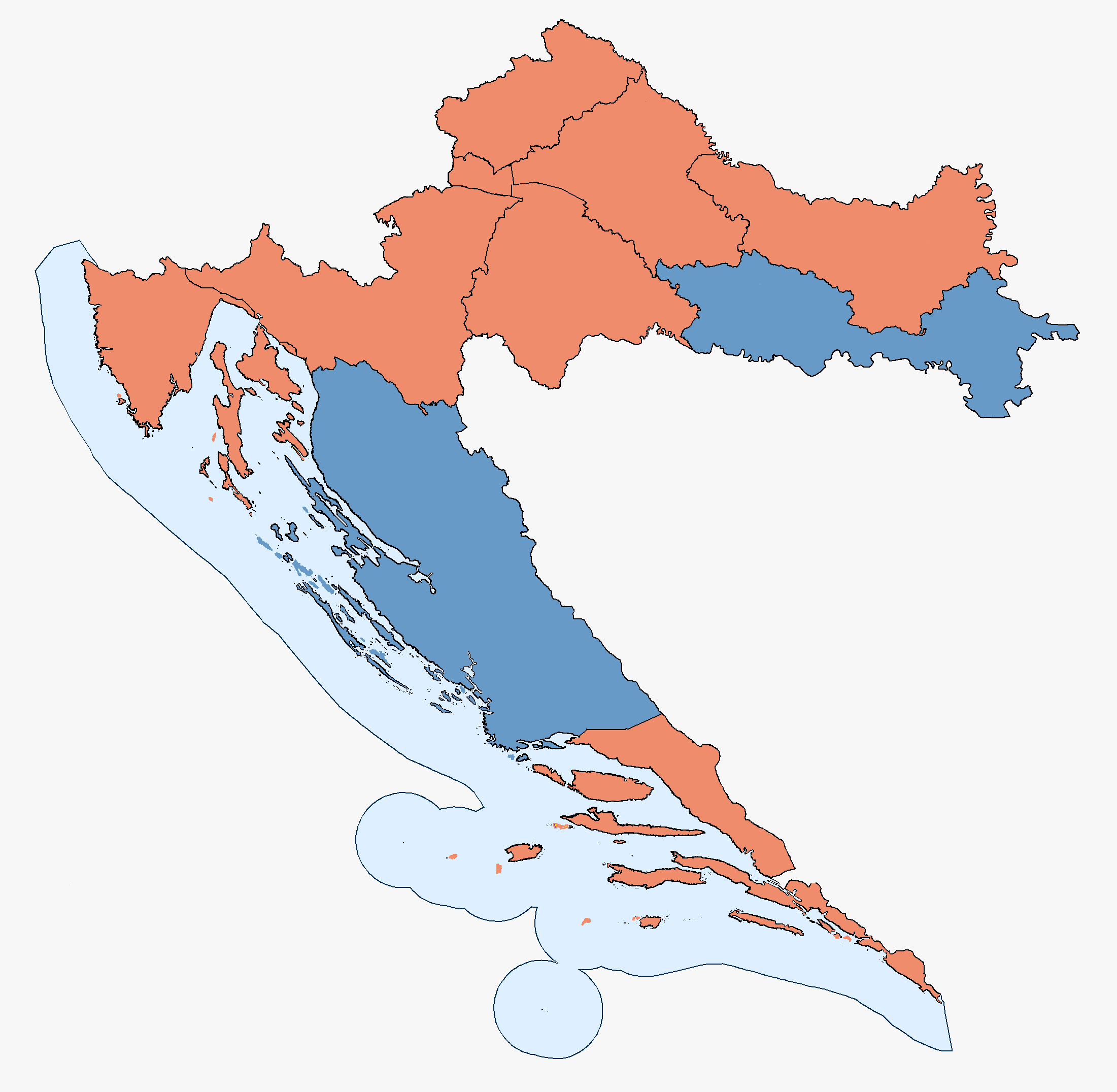
Podział na okręgi wyborcze: czerwone – wygrana Koalicji Kukuriku, niebieskie – wygrana HDZ

Wybory parlamentarne w Chorwacji w 2011 roku odbyły się 4 grudnia 2011. W ich wyniku wyłoniono łącznie 151 deputowanych do Zgromadzenia Chorwackiego (parlamentu Chorwacji) VII kadencji.
Ordynacja wyborcza przewidywała wybór 140 posłów w 10 okręgach wydzielonych w kraju. W każdym z nich przyznano po 14 mandatów przy zastosowaniu metody d'Hondta i przy obowiązującym progu wyborczym 5% w skali danego okręgu. Jedenasty okręg wydzielono dla Chorwatów mieszkających poza granicami kraju, zmieniona w stosunku do obowiązującego przy poprzednich wyborach ordynacja przewidywała wybór w nim wcześniej przewidzianej liczby 3 posłów. Dwunasty okręg obejmował 8 mandatów przeznaczonych dla przedstawicieli mniejszości narodowych – 3 w podokręgu dla mniejszości serbskiej oraz 5 w jednomandatowych podokręgach dla pozostałych mniejszości (w tym 1 dla Węgrów i 1 dla Włochów).
Wyniki zakończyły się zwycięstwem centrolewicowej opozycyjnej Koalicji Kukuriku, składającej się z Socjaldemokratycznej Partii Chorwacji, Chorwackiej Partii Ludowej – Liberalnych Demokratów, Istryjskiego Zgromadzenia Demokratycznego i Chorwackiej Partii Emerytów, która zdobyła większość bezwzględną w parlamencie. Drugie miejsce zajęła dotąd rządząca Chorwacka Wspólnota Demokratyczna, która tradycyjnie zdobyła wszystkie 3 mandaty w okręgu obejmującym diasporę. Poza Zgromadzeniem Chorwackim znalazły się m.in. Chorwacka Partia Socjalliberalna i Chorwacka Partia Prawa.

## Wyniki
| Lista wyborcza                                            | Głosy     | %    | Miejsca |
| --------------------------------------------------------- | --------- | ---- | ------- |
| Socjaldemokratyczna Partia Chorwacji (SDP)                | 958 312   | 40,0 | 61      |
| Chorwacka Partia Ludowa – Liberalni Demokraci (HNS-LD)    | 958 312   | 40,0 | 13      |
| Chorwacka Partia Emerytów (HSU)                           | 958 312   | 40,0 | 3       |
| Istryjskie Zgromadzenie Demokratyczne (IDS-DDI)           | 958 312   | 40,0 | 3       |
| Chorwacka Wspólnota Demokratyczna (HDZ)                   | 563 215   | 23,5 | 44      |
| Chorwacka Partia Obywatelska (HGS)                        | 563 215   | 23,5 | 2       |
| Centrum Demokratyczne (DC)                                | 563 215   | 23,5 | 1       |
| Chorwaccy Laburzyści – Partia Pracy (HL-SR)               | 121 785   | 5,1  | 6       |
| Chorwacki Demokratyczny Sojusz Slawonii i Baranji (HDSSB) | 68 995    | 2,9  | 6       |
| Niezależna Lista Ivana Grubišicia                         | 66 266    | 2,6  | 2       |
| Chorwacka Partia Chłopska (HSS)                           | 71 450    | 3,0  | 1       |
| Chorwacka Partia Prawa dr. Ante Starčevicia (HSP)         | 66 150    | 2,8  | 1       |
| Chorwacka Partia Prawa (HSP)                              | 72 360    | 3,0  | –       |
| Chorwacka Partia Socjalliberalna (HSLS)                   | 71 077    | 3,0  | –       |
| Pozostali                                                 |           | 13,9 | –       |
| Niezależna Demokratyczna Partia Serbska (SDSS)            | –         | –    | 3       |
| Pozostałe mniejszości narodowe                            | –         | –    | 5       |
| Razem                                                     | 2 394 638 |      | 151     |